# 宮永正運
宮永 正運（みやなが しょううん、享保17年1月25日（1732年2月20日） - 享和3年6月18日（1803年8月5日））は、越中国砺波郡下川崎村（のちに西礪波郡西野尻村下川崎、砺中町下川崎を経て、現在は富山県小矢部市下川崎）出身の農学者・篤農家。宮永正長の長男として生まれた。幼名は幸次郎。通称は十左衛門。俳諧の号は桃岳。（名前の読みについては、「せいうん」と音読みする説、「まさかず」又は「まさゆき」など訓読みの名乗りであったとする説もある。ここでは古文書研究の郷土史家に一般に使われている「しょううん」とした）
宮永家は加賀国守護職富樫氏の一族・宮永氏(加賀松任の宮永村が本拠)を祖とする。家系図によると藤原利仁の子孫としている。幕末の勤皇の志士宮永良蔵は曾孫にあたる。

## 生い立ち
32歳で五代目の家督を嗣ぎ、49歳で加賀藩より砺波・射水両郡の蔭聞横目役（かげききよこめやく）・山廻役（やままわりやく）を命じられ、新川郡を加えた越中三郡の産物裁許役をも兼ねた。著書に、「荒年救食誌（こうねんきゅうしょくし）」「養蚕私記（ようさんしき）」「私家農業談（しかのうぎょうだん）」がある。また農業関係のほか「春の山路（はるのやまみち）」、「越の下草（こしのしたくさ）」、句集「桃岳句集（とうがくくしゅう）」「世々の楪」（せぜのまど）など文芸関係の著書がある。
昭和3年（1928年）、従五位を追贈された。

## 農書
「私家農業談」は、寛政元年（1789年）に書かれ、稲、綿、桑、茶、多くの蔬菜類について栽培の仕方を分かりやすく解説した農書である。それまでの数々の農書について研究し、越中砺波の地で自ら実践し、砺波の風土を生かした農法をまとめた。今も高く評価され、「日本農書全集」の一部として復刻版が発行されている。全6巻本からなる。たとえば、五箇山の農業事情について引用すると次のとおりである。「稗（ひえ）を平日食すれば六腑を潤し長寿を得るという。越中五ヶ山は水田なき故、多く山畠に稗を作りて、稗粥、稗炒粉を似て常食とせり、此故にやよりけん男女とも百才の齢に及ぶもの多し」ここでいう稗は日本原産の「ノビエ」を品種改良し食用としたもので、冷害、旱魃、病気にも強く昭和初期までは、東北地方をはじめ全国で栽培されていた。
「荒年救食誌」は、浅間山の噴火に端を発したとされる全国的な「天明の大飢饉」における自らの体験をもとに、普段から食糧の蓄えることを説いた。
「養蚕私記」は、養蚕について古老からの聞き書きをまとめたもの。実際には正運の子である正好が編纂して世に出したとされている。

## 地誌、紀行文
「越の下草」は、天明6年（1786年）頃書かれた。内容は、正運が加賀藩の山廻役という役目がら領内を広く廻り、その折りの見聞を書き留めたもので、越中各地の地名の由来・名所旧跡・神社仏閣の来歴・産物・山川湖池の様子・伝説・奇談など多岐多彩にわたる。流布本は3巻であるが、正運が編纂した稿本は6巻からなる。東京大学史料編纂所で所蔵の稿本が解読され昭和55年（1980年）に刊行された。
「春の山路」は、小矢部川の支流子撫川（こなでがわ）流域の紀行文で、宮島峡などを紹介し、自らの和歌、俳句も多数残している。